# Eugenia pustulescens
Eugenia pustulescens är en myrtenväxtart som beskrevs av Mcvaugh. Eugenia pustulescens ingår i släktet Eugenia och familjen myrtenväxter. IUCN kategoriserar arten globalt som starkt hotad. Inga underarter finns listade i Catalogue of Life.